# Tusenfryd
Tusenfryd (navn efter planten Tusindfryd) er en forlystelsespark ca. 20 km syd for Oslo centrum, i Vinterbro i Ås kommune i Norge.
Den første park i Vinterbro var en dyrepark med nordiske og eksotiske dyr fra 1950 til 1985.
Efter dyreparkens nedlæggelse blev området overtaget af nogle private investorer, der begyndte at ombygge parken til forlystelsespark om foråret 1987. Parken genåbnede som forlystelsespark og fik navnet Tusenfryd 1. juni 1988.
I dag har parken 33 attraktioner, af disse 6 roller coasters og temaparkerne BadeFryd, Morgan Kane City og VikingLand. Parken har ca.500 000 årligt besøg, og er en af Norges største turistattraktioner.

## Ekstern henvisning
- Tusenfryd hjemmeside

- Wikimedia Commons har flere filer relateret til Tusenfryd

59°44′54″N 10°46′39″Ø / 59.74833°N 10.77750°Ø